# Rhabdotorrhinus waldeni
El cálao grande de Panay o de Walden (Rhabdotorrhinus waldeni) es una especie de ave coraciforme de la familia Bucerotidae en grave peligro de extinción, pues sólo vive en las selvas de Negros, Panay y Guimarás en las islas Bisayas. No se reconocen subespecies.